# Koppang
Koppang este o localitate situată în partea de sud a Norvegiei în comuna Stor-Elvdal din provincia Innlandet. Este reședința comunei, are o suprafață de 2,02 km² și o populație de 1.101 locuitori (2021). Până la data de 1.1.2020 a aparținut provinciei Hedmark. Industria lemnului. Stație de cale ferată pe linia Røros (Rørosbanen). Biserica din localitate, construită în plan octogonal, datează din 1821.